# Chârost
Chârost település Franciaországban, Cher megyében. Lakosainak száma 899 fő (2022. január 1.). Chârost Civray, Plou, Saugy és Saint-Georges-sur-Arnon községekkel határos.

## Népesség
A település népességének változása:
| Lakosok száma | 1131 | 1152 | 1134 | 1020 | 1022 | 985  | 980  | 941  | 922  | 899  |
|               | 1968 | 1982 | 1990 | 2006 | 2013 | 2015 | 2017 | 2019 | 2020 | 2022 |